# Famille Rokicki
La famille Rokicki est une famille noble polonaise, utilisant les armoiries Rawicz.
Il s'agit d'une famille mazovienne de la voïvodie de Rawa qui tire ses origines de Rokitnica Wielka.
Une branche de cette famille s'est installée en Lituanie. Certains membres habitaient dans les alentours de Klwow.
Dans son armorial de 1564, l’historien et l’héraldiste polonais Bartosz Papricki écrit :
« Les Rokicki, qui n'ont pas perdu le nom de leurs ancêtres, sont une maison importante dans la voïvodie de Rawa ; ils étaient éminents et distingués à la cour des rois polonais. »
— Bartosz Paprocki, Herbarz rycerstwa polskiego

## Possessions
À part leur village d’origine, Rokitnica Wielka, les Rokicki possédaient également plusieurs domaines à proximité tels que Jankowice, Marcinki, Mileska et Zarzecze.

## Représentants
- Jan Pakosz Rokicki : Staroste de Rawa, marié à Jedlińska, la fille du staroste de Zawichosk[4].
- Franciszek Antoni Rokicki : Grand régent lituanien[5].
- Rafał Rokicki : Courtisan de Sigismond Auguste en 1572[5].
- Michał Rokicki : Sénateur, châtelain de Mińsk en 1772[5],[6].